# La Conversion de saint Augustin
La Conversion de saint Augustin est un tableau réalisé par le peintre italien Fra Angelico vers 1430. Conservée au musée Thomas-Henry de Cherbourg-en-Cotentin, en France, cette tempera sur bois est issue du découpage d'une œuvre plus grande dont il existe d'autres fragments de par le monde. Elle représente Augustin d'Hippone assis dans un jardin, au moment de sa conversion au christianisme.